# Manfred Muckenhaupt
Manfred Muckenhaupt (* 1946) ist ein deutscher Erziehungs- und Medienwissenschaftler.
Er ist Emeritus an der Eberhard-Karls-Universität Tübingen, an der er 1991 den Aufbaustudiengang „Medienwissenschaft – Medienpraxis“ eingerichtet hat, aus dem sich das heutige „Institut für Medienwissenschaft“ entwickelt hat.

## Schriften
- Spiele lehren und lernen. Eine Untersuchung zur Lehrkompetenz und Kompetenzerweiterung bei Kindern im Grundschulalter (= Linguistische Arbeiten, Bd. 37). Niemeyer, Tübingen 1976, ISBN 3-484-10252-7 (Dissertation Universität Tübingen 1974).
- Lernziel sprachliches Handeln. Beispiele für einen kommunikativen Sprachunterricht in der Sekundarstufe I. Ehrenwirth, München 1978, ISBN 3-431-02018-6.
- (zus. mit Gerd Fritz): Kommunikation und Grammatik. Texte, Aufgaben, Analysen (= Tübinger Beiträge zur Linguistik, Bd. 163). Narr, Tübingen 1981, ISBN 3-87808-163-4 (2. Aufl. 1984).

- Text und Bild: Grundfragen der Beschreibung von Text-Bild-Kommunikation aus sprachwissenschaftlicher Sicht. Tübingen: Narr, 1985. ISBN 3-87808-271-1.
- Fernsehnachrichten gestern und heute. Gunter Narr Verlag, 2000, ISBN 978-3-8233-5214-3
- (Mitautor): Der Trainer als Wissensexperte. Eine Studie zum Informationsverhalten, -bedarf und -angebot im Spitzensport (= Reihe Sportsoziologie, Bd. 17). Hofmann, Schorndorf 2009, ISBN 978-3-7780-3394-4.
- (als Hrsg.): Wissen im Hochleistungssport. Perspektiven und Innovationen ; Veröffentlichung anlässlich des Internationalen Symposiums Informations- und Wissensmanagement im Hochleistungssport, 24. Juni – 26. Juni 2010, Heinrich-Fabri-Institut Blaubeuren. Sportverlag Strauß, Köln 2011, ISBN 978-3-86884-475-7.
- (Mitautor): Wissenskommunikation und Wissensmanagement im Leistungssport (= Reihe Sportsoziologie, Bd. 22). Hofmann, Schorndorf 2012, ISBN 978-3-7780-3399-9.